# Personalabbauverordnung
Die Verordnung zur Herabminderung der Personalausgaben des Reichs (Personal-Abbau-Verordnung) vom 27. Oktober 1923 (RGBl. I S. 999) ist ein in der Weimarer Republik erlassenes, nur kurzzeitig geltendes Gesetz, das zeitweise einen massiven Personalabbau im öffentlichen Dienst verfügte. Es sollten 25 % aller Beamten ausscheiden. Alle „entbehrlichen Angestellten und Arbeiter“ waren zu entlassen.

## Ausgangslage
Die Änderungen des Steuersystems im Zuge der Erzbergerschen Reform führten bereits in der Weimarer Republik zu einem starken Zentralismus. Damit ging ein enormer Anstieg der Verwaltungskosten sowie ein Anstieg der Anzahl von Beamten, Arbeitern und Angestellten im öffentlichen Dienst einher. Zusätzlich hatte sich das Reich Steuerquellen auf Kosten der Länder und Gemeinden erschlossen, die das Reich im Gegenzug dazu zwang, den Ländern Zuschüsse zur Besoldung ihrer Landesbeamten zu zahlen. Von 1920 bis 1922 stieg allein die Zahl der Reichsbeamten von 83.000 auf 127.000. Die Anzahl der Landesbeamten beziehungsweise deren Steigerungsraten sind nicht bekannt.
Abgesehen von den steigenden Verwaltungskosten, denen mittels Steuererhöhungen, Stellenabbau oder staatlicher Geldschöpfung entgegengetreten werden konnte, geriet das Kabinett Stresemann I im September und Oktober 1923 in existentielle Bedrängnis. Besonders die Bayerische Krise und der Deutsche Oktober sind in diesem Zusammenhang in die Geschichte eingegangen. Offensichtlich war dabei, dass die Ereignisse nur mit Unterstützung verschiedener Regierungs- und Verwaltungsstellen eingetreten waren. Die Reichsregierung reagierte auf die Angriffe mit der Erklärung des Ausnahmezustandes für das ganze Deutsche Reich.
Auf der Grundlage des vom Reichstag mit Zustimmung des Reichsrats am 13. Oktober 1923 beschlossenen Ermächtigungsgesetzes erließ die Regierung Stresemann am 27. Oktober 1923 u. a. die Verordnung zur Herabminderung der Personalausgaben des Reichs.

## Inhalt und Bestimmungen

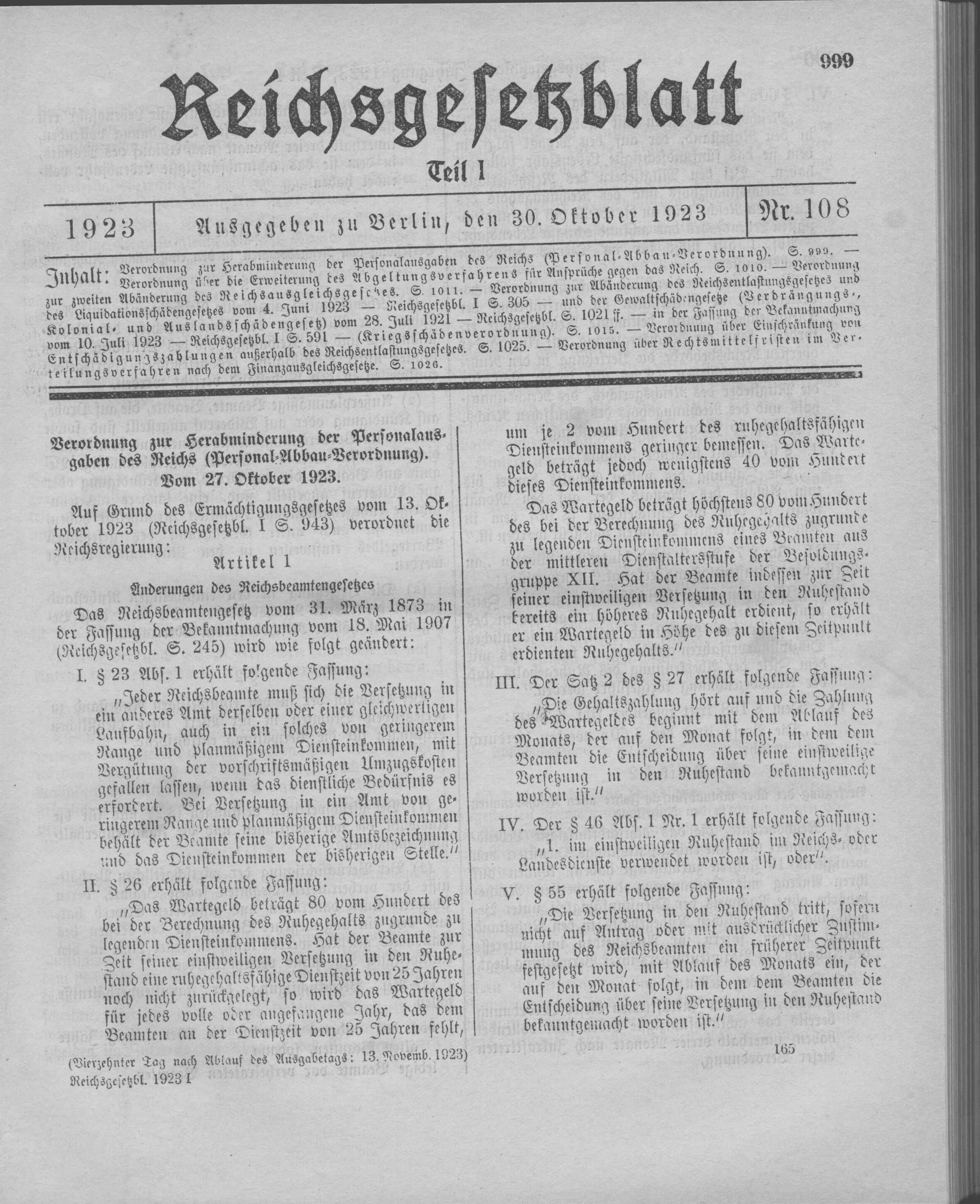
Personal-Abbau-Verordnung vom 27. Oktober 1923

Die Personalabbauverordnung betraf besonders hart Angestellte im öffentlichen Dienst. So entsprach der Artikel 15 einer sogenannten Mussbestimmung, nach welcher grundsätzlich alle Angestellte bis zum 30. November 1923 zu entlassen waren. Die von diesem Artikel Betroffenen erhielten entsprechend der Anzahl ihrer Dienstjahre eine Abfindung, weibliche Angestellte jedoch nur dann, wenn nach dem Ermessen der zuständigen Behörde ihre wirtschaftliche Versorgung nicht gesichert erschien.
Aber die Verordnung betraf auch erstmals die Beamtenschaft. Das Gesetz ermächtigte die jeweilige Reichsregierung:
- Beamte in andere Dienststellen mit Herabstufung ihres Einkommens zu versetzen,
- Beamte in den einstweiligen Ruhestand zu versetzen,
- Beamte in den endgültigen Ruhestand zu versetzen,
- Dienst- und Versorgungsbezüge unter bestimmten Voraussetzungen zu kürzen,
- außerplanmäßig oder kommissarisch beschäftigte Beamte zu entlassen,
- weibliche Beamte jederzeit zum Monatsende zu entlassen, wenn sie verheiratet waren und nach dem Ermessen der zuständigen Behörde ihre wirtschaftliche Versorgung gesichert erschien.

Artikel 7 sah eine Einstellungssperre vor. Gemäß Artikel 8 sollten insgesamt 25 % der Beamtenstellen abgebaut werden. Die Verordnung verpflichtete die Länder und Kommunen, für ihre Beamten, Arbeiter und Angestellte gleichlautende Vorschriften zu erlassen. Betroffene Beamte, die länger als zehn Jahre im Dienst waren, hatten Anspruch auf ein Ruhegehalt. Wer länger als zwei Jahre beschäftigt war, erhielt je Dienstjahr als Abfindung ein volles Monatsgehalt. Damit kam für Beamte, mit weniger als zwei Jahren Dienstzeit, die Versetzung in den Ruhestand einer Entlassung gleich.
Die Auswahl der Beamten fußte auf einer Vielzahl unbestimmter Rechtsbegriffe. Explizit hieß es im Artikel 3, dass die Auswahl nicht durch politische, konfessionelle oder gewerkschaftliche Zugehörigkeit beeinflusst werden darf. Im Umkehrschluss und Klartext bedeutete dies, dass jeder Beamte willkürlich aus seinem Amt entfernt werden konnte, was dann auch ohne Angaben von Gründen nach jedem Regierungswechsel praktiziert wurde. Denn bei der Auswahl der Betroffenen war gemäß Artikel 2 der Personalabbauverordnung nur „der Wert ihrer Leistung für die Verwaltung entscheidend“, über welchen allein der Vorgesetzte bestimmen konnte.
Ausgenommen von der Verordnung waren grundsätzlich Richter. Erstmals wurde das Ausscheiden aus dem Beamtenverhältnis auf das 65. Lebensjahr festgesetzt. Für Richter betrug die Altersgrenze 68.

## Auswirkungen
In der Weimarer Verfassung waren allen Beamten die „Freiheit ihrer politischen Gesinnung“ und ihre „wohlerworbenen Rechte“ garantiert. Die Personalabbauverordnung schränkte diese Rechte verfassungswidrig und erheblich ein. Die Rechtsgültigkeit der Verordnung war weit über das Ende der Weimarer Republik hinaus höchst umstritten, von den Gerichten aber lange Zeit wiederholt bejaht worden. Gleichfalls griff das Gesetz massiv in die Kompetenzen der Länder ein. Folglich reagierten die Länder ihrerseits auf die Verordnung, indem sie sie ignorierten, lockerten oder verschärften.
Ad hoc waren verheiratete Frauen ein leichtes Opfer, die grundsätzlich überall wieder aus dem Erwerbsleben gedrängt werden sollten. So sagte der Reichsarbeitsminister, der Männerlohn reiche aus, Frauenarbeit raube „einem Familienvater Brot und Lebenshoffnung“.
Der weibliche Anteil bei den Betroffenen war freilich gering. Erstens war diese sogenannte Zölibatsklausel nicht neu. Sie galt für weibliche Beamte bereits vor 1919, wurde durch die Weimarer Verfassung aufgehoben und verfassungswidrig durch die Personalabbauverordnung wieder eingeführt. Zweitens waren beispielsweise von den verbeamteten Lehrern in Preußen, dem damals größten Flächenland in der Weimarer Republik, nur 2,6 % weiblich. Außerhalb der akademischen Lehrerschaft spielten Frauen im öffentlichen Dienst zu dieser Zeit eine noch geringere Rolle. Bemerkenswert: Die Entlassungsmöglichkeit für verheiratete weibliche Beamte enthielt noch die Bundesfassung des Deutschen Beamtengesetzes von 1950, aber nicht mehr das neue Bundesbeamtengesetz von 1953.
Unmittelbar waren von den Personalabbaumaßnahmen 35.000 Beamte betroffen. Bis zum Jahresende 1923 fiel die Zahl der Reichsbeamten von 127.000 auf 92.000. Da vor allem das Mittel der Ruhestandsversetzung angewandt wurde, sank zwar die Zahl der beschäftigten Beamten, nicht aber die dafür notwendigen Personalkosten. Der Verordnung folgten allein bis zum 30. Juni 1933 über 15 Ergänzungs- und Änderungsgesetze. Auf Betreiben der SPD wurde in die Personal-Abbau-Verordnung eine Pensionskürzung aufgenommen, die anzuwenden war, wenn der Pensionsempfänger neben seinen Versorgungsbezügen noch ein weiteres zu versteuerndes Einkommen von mehr als 235 Mark monatlich bezog. Diese Kürzung wurde 1925 aufgehoben; als Drohkulisse gegenüber den Beamten blieben Pensionskürzungen in der politischen Diskussion jedoch bis zum Ende der Weimarer Republik präsent.
Auch wenn dies offiziell nicht zugegeben wurde, bot die Personalabbauverordnung sehr wohl besondere Möglichkeiten zur politischen Disziplinierung der Beamtenschaft. Konkret führten die Maßnahmen nicht nur zu einer bis dahin beispiellosen Gefährdung der sozialen Sicherheit der Beamten, sondern auch zu einer weitgehenden faktischen Einschränkung ihrer politischen Freiheit. Zwar war in den Bestimmungen ausdrücklich festgelegt, dass die Auswahl der Betroffenen nicht durch politische Zugehörigkeit beeinflusst werden dürfe, doch war es praktisch unmöglich, den politischen Missbrauch dieser Verordnung zu verhindern. Bei den Beamtenverbänden verstärkte sich schon bald der Eindruck, dass zahlreiche Vorgesetzte die Verordnung dazu nutzten, um politisch unliebsame Beamte aus ihren Stellen zu entfernen. Unübersehbar wurde der politische Missbrauch, als in mehreren Städten führende Politiker der Linksparteien, die zugleich leitende Kommunalbeamte waren, von den Stadtverordneten der bürgerlichen Parteien aufgrund der Personalabbauverordnung ihrer Ämter enthoben wurden.
Die Einstellungssperre wurde bereits von der nächsten Regierung gelockert, für 1925 aufgehoben und die Aufhebung der Sperre von nahezu jeder nachfolgenden Regierung per Gesetz verlängert. Damit war de facto der Grund für das Gesetz entfallen. Alle weiteren Artikel blieben jedoch in Kraft, was darauf schließen lässt, dass es bei der Verordnung von Anbeginn nicht um Einsparungen, sondern um die Auswahl der Beamten ging. Mit jedem Regierungswechsel waren fortan in den Reichsministerien, Landesministerien und allen untergeordneten Verwaltungen Entlassungen und/oder Neueinstellungen, insbesondere sogenannter Parteibuch-Beamter, verbunden. Schon Ende 1925 hatte sich die Gesamtzahl der Reichsbeamten mit 237.844 mehr als verdoppelt, schwankte aber bis zum Ende der Weimarer Republik erheblich. Zeitweise fielen die Beamtenstellen auf 89.000. Damit hatte die Beamtenschaft durch dieses Gesetz jegliche Rechtssicherheit verloren. Denn erst die Personalabbauverordnung schuf die Voraussetzung für dieses ausgeprägte Hire and Fire.
Spätestens ab 1928 wurde die Situation vollends chaotisch. Während in einigen Ländern überwiegend konservative oder rechtsextreme Beamte gehen mussten, traf es in anderen Ländern mehr Linksorientierte. Die Anwendung der Personalabbauverordnung für politische Zwecke war in Preußen besonders extrem. Anfangs betraf es hauptsächlich Kommunisten und Nationalsozialisten, nach dem Preußenschlag der Regierung Papen erging es ab dem 20. Juli 1932 vielen Sozialdemokraten nicht anders: ein Teil der betroffenen SPD-Beamten wurde entlassen oder versetzt und damit diszipliniert, ein anderer Teil trat aus der Partei aus in der Hoffnung, auf diese Weise im Amt bleiben zu können.
Allein die Möglichkeit der Entlassung sorgte in der gesamten Weimarer Zeit bei der ohnehin verunsicherten Beamtenschaft für eine starke Einschüchterung und wirkte auf diese Weise disziplinierend. Ein damals hinter vorgehaltener Hand oft von Beamten verwendeter Spottvers brachte ihre Situation auf den Punkt:
"Ich schwöre Treue der Verfassung, dieweil ich fürchte um Entlassung; und macht man eine neue, dann schwör ich wieder Treue."
Nicht alle Beamte waren Monarchisten oder wünschten die vorrevolutionäre Zustände zurück, gemeinsam war ihnen jedoch die Furcht vor Entlassung sowie der Status- und Privilegienverlust. Beispielsweise wurde parallel zur Personalabbauverordnung im Oktober 1923 die für Beamte bisherige vierteljährliche Gehaltsvorauszahlung seitens des Reichsfinanzministeriums zunächst „suspendiert“, faktisch jedoch endgültig abgeschafft. Die Umstellung auf monatliche Zahlungsweise empfanden die Staatsdiener als besonders schwerwiegenden Eingriff in ihre über mehrere Epochen erworbenen Rechte und als weiteres Zeichen fortschreitender Proletarisierung, zumal die bisherige Form des Entgelts als Ausdruck des alimentativen Charakters der Besoldung hoch geschätzt war. Mit dem Fortfall der Quartalszahlung verloren die Festbesoldeten eines der augenfälligsten Abgrenzungsmerkmale zu Arbeitern und Angestellten.
Dementsprechend blieb die Einstellung der meisten Beamten zum parlamentarisch-demokratischen System mehr als reserviert. Es ist aus heutiger Sicht nicht verwunderlich, das die Mehrzahl der Beamten antirepublikanisch eingestellt war. Hans Mommsen stellte dazu fest: „Vielmehr kam die Propaganda der Nationalsozialisten auf Wiederherstellung des Berufsbeamtentums den Wünschen der Beamten entgegen, weil sie sich die Befreiung des staatlichen Handelns von den verwirrenden Einflüssen politischer Parteien und Interessengruppen und eine Rückkehr zu Sachentscheidungen erhofften“.
Das spätere Gesetz zur Wiederherstellung des Berufsbeamtentums der Nationalsozialisten orientierte sich maßgeblich an der Personal-Abbau-Verordnung; teilweise wurden Formulierungen wörtlich übernommen.
Mit Ablauf des 31. März 1953 traten in der Bundesrepublik gemäß Artikel 117 Absatz 1 in Verbindung mit Artikel 3 Absatz 2 des Grundgesetzes die Bestandteile der Verordnung außer Kraft, die der Gleichberechtigung von Männern und Frauen entgegenstanden. Ansonsten galt die Verordnung gemäß Artikel 123 des Grundgesetzes nur fort, soweit sie dem Grundgesetz, zum Beispiel Artikel 33, nicht widersprach, was im Streitfall jedes Gericht feststellen konnte, weil vorkonstitutionelles Recht nicht der Verwerfungskompetenz des Bundesverfassungsgerichts unterliegt. Formal blieb die Verordnung bis zum 31. Dezember 1968 in Kraft.